# Gertrud Luckner
Gertud Jane Luckner (Liverpool, 26 september 1900 – Freiburg im Breisgau, 31 augustus 1995) was een Duits sociaal werker. Tijdens de Tweede Wereldoorlog stond zij Joden bij.

## Levensloop
Luckner werd geboren als Jane Hartman. Haar ouders kwamen oorspronkelijk uit Duitsland en verhuisde in haar vroege jeugd terug naar hun geboorteland.  Toen zij zeven was verdwenen haar ouders spoorloos tijdens een reis. Hartman werd in een adoptiegezin geplaatst en haar naam werd veranderd naar Gertrud Jane Luckner. 
Na het doorlopen van de middelbare school in Berlijn en Koningsbergen ging Luckner in 1925 economie studeren. Haar adoptieouders overleden in haar studententijd, waarop Luckner de kost verdiende met het geven van taalcursussen en werk als verzorgster. Ze studeerde verder aan Universiteit van Frankfurt en Woodbroke College van de Quakers in het Engelse Birmingham. In 1931 vervolgde ze als afgestudeerd econoom haar wetenschappelijke carrière aan de Universiteit van Freiburg, waar ze in 1938 promoveerde op een proefschrift met als titel Die Selbsthilfe der Arbeitslosen in England und Wales auf Grund der englischen Wirtschafts- und Ideengeschichte.
Luckner was een overtuigd pacifist en sloot zich aan bij de Friedensbund Deutscher Katholiken. In 1934 liet zij zich dopen in de Rooms-katholieke Kerk en nam in theologisch opzicht afstand van de Quakers.
Intussen waren in 1933 de nazi's aan de macht gekomen. Zij beschouwden Luckner vanaf het begin als een potentiële vijand van de nieuwe machthebbers. Haar post werd daarom door de Gestapo gecontroleerd. Luckner toog wekelijks naar de universiteitsbibliotheek en las in buitenlandse kranten het nieuws wat in de eigen gecensureerde pers niet te vinden was. Zij begon met hulpverlening aan Joden na de aanname van de Rassenwetten van Neurenberg. Na Kristallnacht in november 1938 fietste zij door Freiburg en bezocht Joodse gezinnen door de hele stad. Intussen was Luckner ook aan het hoofd komen te staan van de Duitse Katholieke hulpverleningsorganisatie Caritas. Zij gebruikte haar internationale contacten om Joden veilig Duitsland uit te krijgen. Ook boden zij hulp aan Joodse gezinnen en mannen die gevangen zaten in concentratiekampen. Op een gegeven moment, nog voor de deportaties naar het oosten begonnen, was het Joden slechts toegestaan om inkopen te doen tussen vier en zes overdag. Tegelijkertijd maakte veel Joden lange uren bij de gedwongen tewerkstelling. Luckner zorgde ervoor dat de boodschappen alsnog gedaan werden door "Arische" vrijwilligers.
Na de uitbraak van de Tweede Wereldoorlog richtte Luckner met steun van de aartsbisschop van Freiburg Conrad Gröber de Kirchliche Kriegshilfsstelle op. De Hilfstelle bood hulp aan de Joden in Freiburg. Tegelijkertijd probeerde Luckner via de verschillende Caritascellen een landelijk netwerk te creëren waarmee hulp werd geboden aan Joodse individuen en organisaties. Zij gebruikte de fondsen van de Katholieke kerk ook om Joden naar Zwitserland te smokkelen. Tevens stond Luckner in contact met Leo Baeck, het hoofd van de Reichsvereinigung der Juden in Deutschland, die via de Zwitserse weg contact onderhield met de Joodse gemeenschap in het buitenland.
Luckner werd op 24 maart 1943 gearresteerd tijdens een treinreis van Freiburg naar Berlijn. Zij werd gezien als een "Katholieke activiste en fanatiek tegenstander van het nationaalsocialisme". Luckner werd na negen weken van verhoren tot het einde van de oorlog gevangengezet in concentratiekamp Ravensbrück.
Na de oorlog pakte Luckner haar sociale werk weer op en stond de slachtoffers van Holocaust bij. Zij zette zich in voor een beter begrip tussen Joden en christenen. In 1966 ontving zij van het Israëlisch holocaustherdenkingscentrum Yad Vashem de eretitel Rechtvaardige onder de Volkeren. Daarnaast ontving zij tevens de Orde van Verdienste van de deelstaat Baden-Württemberg en de Orde van Verdienste van de Bondsrepubliek Duitsland. In 1979 werd zij uitgeroepen tot ereburger van Freiburg im Breisgau.